# Easy Money : La Cité des égarés
 (septembre 2021).
Si vous disposez d'ouvrages ou d'articles de référence ou si vous connaissez des sites web de qualité traitant du thème abordé ici, merci de compléter l'article en donnant les références utiles à sa vérifiabilité et en les liant à la section « Notes et références ».
Série
Easy Money
(2010) Easy Money : Le Dernier Souffle
(2013)
Pour plus de détails, voir Fiche technique et Distribution.
Easy Money : La Cité des égarés (Snabba Cash 2) est un film de gangsters suédois réalisé par Babak Najafi et sorti en 2012. Adapté du roman Stockholm noir. Mafia blanche de Jens Lapidus, il fait suite à Easy Money sorti en 2010.

## Synopsis
À sa sortie de prison, Johan Westlund (Joel Kinnaman), un vendeur de cocaïne suédois, tente de reprendre les affaires de son ennemi Slovovic  (Dragomir Mrsic)... 

## Fiche technique
- Titre : Easy Money : La Cité des égarés
- Titre original : Snabba Cash 2
- Réalisation : Babak Najafi
- Scénario : Peter Birro et Maria Karlsson d'après Stockholm noir. Mafia blanche de Jens Lapidus
- Direction artistique : Roger Rosenberg
- Costumes : Lisa Holmqvist
- Photographie : Aril Wretblad
- Montage : Theis Schmidt
- Musique : Jon Ekstrand
- Production : Fredrik Wikström
- Société(s) de production : Film i Väst et Tre Vänner Produktion
- Société(s) de distribution :  Nordisk Film
- Budget :
- Pays d’origine :  Suède
- Langues : suédois, espagnol et anglais
- Format : Couleurs - 35 mm - 2.35:1 - son Dolby numérique
- Genre : Drame, action, film de gangsters et thriller
- Durée : 99 minutes
- Dates de sortie :
- Suède : 17 août 2012

## Distribution
- Joel Kinnaman : Johan « JW » Westlund
- Fares Fares : Mahmoud
- Matias Padin Varela : Jorge Salinas Barrio
- Madeleine Martin : Nadja
- Joel Spira : Nippe
- Lisa Henni : Sophie
- Dragomir Mrsic : Mrado Slovovic